# Deserto della Giudea

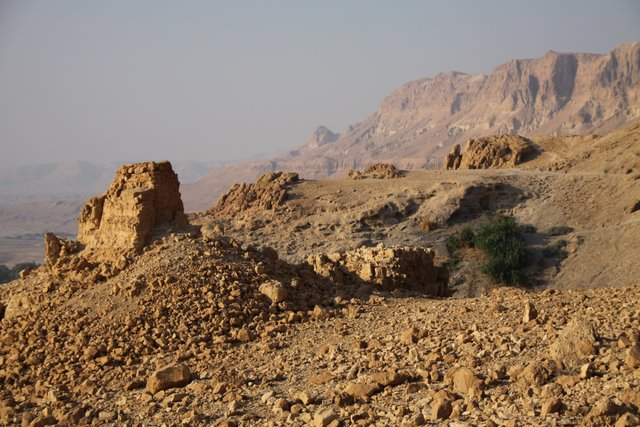
Vista del deserto di Giudea dal monte Yair, a En Gedi.

Il deserto della Giudea (in ebraico מדבר יהודה, "Midbar Yehuda", in arabo صحراء يهودا, "Sahara Yahudan") è un deserto che si estende tra lo stato d'Israele e in Cisgiordania, in particolare tra la zona orientale di Gerusalemme e il Mar Morto. È compreso tra la porzione nord orientale del deserto del Negev e quella orientale del Beit El, ove è delimitato da terrazzamenti geologici e scarpate. Il deserto termina con una scarpata nella valle del fiume Giordano presso il mar Morto.
È attraversato da molteplici Wadi da nordest a sudest e anche da gravine, la cui profondità varia dai 1200 piedi a ovest ai 600 a est. Il deserto della Giudea è un'area con una struttura geomorfologica particolare così come la parte orientale delle montagne della Giudea. L'area desertica è anche conosciuta come יְשִׁימוֹן "Yeshimon" cioè semplicemente come area selvaggia, deserto o come area selvaggia della Giudea.

## Geografia

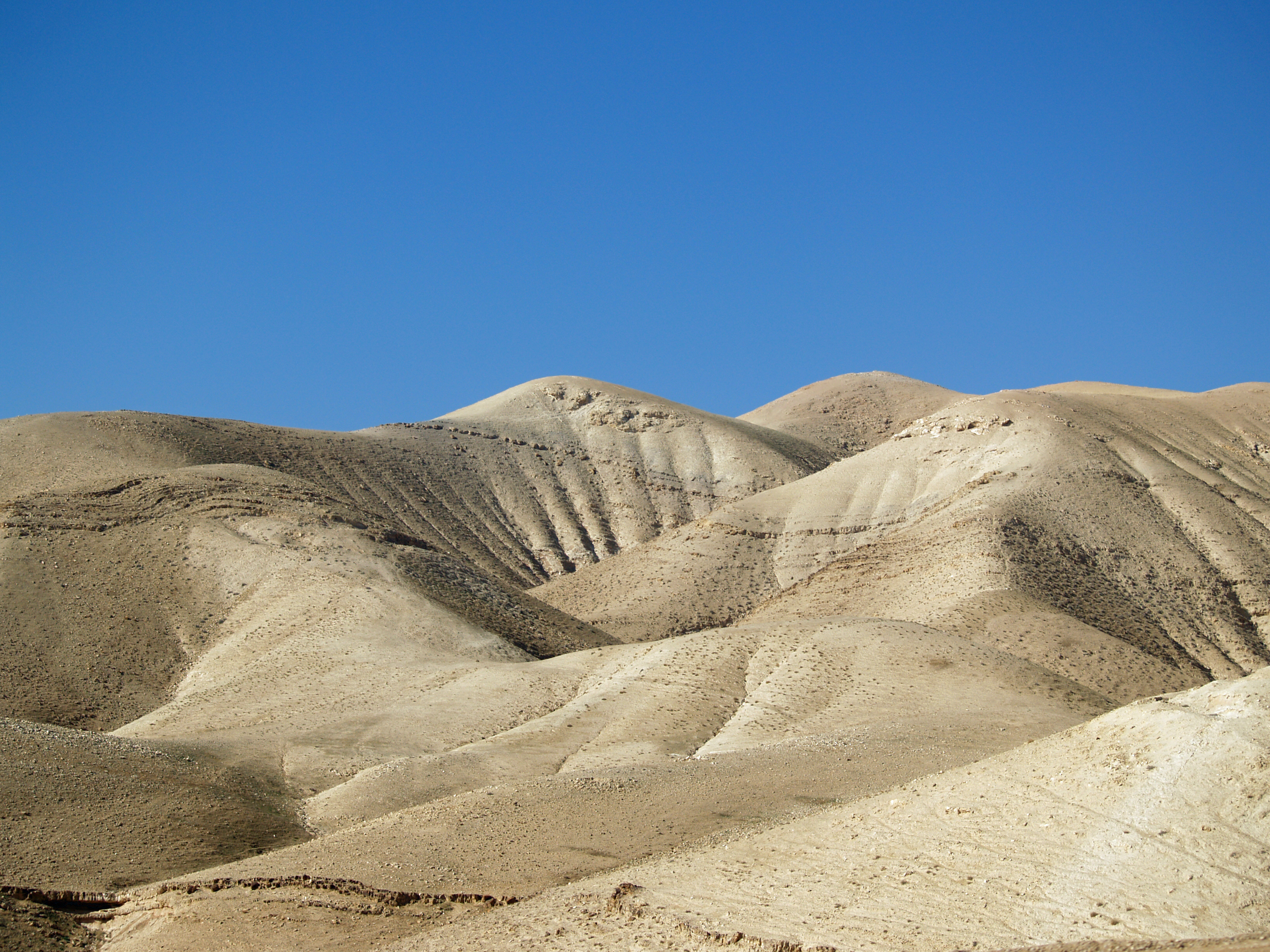
Colline nel deserto di Giudea.

Il deserto della Giudea si sviluppa a est di Gerusalemme scendendo progressivamente verso il Mar Morto in direzione sud est. Tra le principali città dell'area abbiamo Gerusalemme, Betlemme, Gush Etzion, Gerico e Hebron.
La piovosità media annua varia dai 400–500 mm delle colline occidentali ai 600 della zona occidentale di Gerusalemme, ai 400 di quella orientale fino ai 100mm nella parte più orientale a causa dell'ombra pluviometrica. Il clima varia tra quello mediterraneo della zona occidentale a quello steppico centrale fino a quello desertico della zona orientale.

### Falda acquifera della Giudea
Uno studio dell'università Ebraica di Gerusalemme ha accertato la presenza di una falda acquifera che si estende tra i monti della Giudea e il Mar Morto e contiene circa 100 milioni di metri cubi di acqua.